# Toshiyuki Someya
Toshiyuki Someya (染谷 俊之 Someya Toshiyuki?,  Yokohama, Prefectura de Kanagawa, 17 de diciembre de 1987) es un actor, modelo y seiyū japonés, afiliado a GFA Corporation. En 2009, Someya ganó el Grand Prix en el Young Handsome Actor Contest de entre 200 participantes. Desde entonces ha  estado activo en varios campos como actor, modelo y seiyū. Durante la escuela secundaria formó parte del club de ballet.

## Filmografía

### Televisión
- Koishite Akuma: Vampire Boy (2007) como Masayuki Rice
- Tokyo Mayokara (2009-10)
- Watashi no Hosuto-chan (2014) como Miyuki
- Messiah (2015) como Hoshiren Mamiya
- Hakuōki (2015) como Hajime Saitō
- Rekishi Manzai History Japan (2017) como Takauji Ashikaga, Yoshimoto Imagawa
- Uchi no Otto wa Shigoto ga Dekinai (2017) como Empleado
- Aino Mating Agency Inc. (2017) como Shin'ya Sawada
- Ochanomizu Rock (2018) como Ryō Katayama[2]
- Galaxy Express 999 (2018) como Conde Kikai[3]

### Anime
- Marginal#4: Kiss kara Tsukuru Big Bang (2017) como Teruma Nakama, Yu Murase
- Gakuen Babysitters (2018) como Tomoya Yagi[4]
- HUGtto! Pretty Cure (2018) como Henri Wakamiya
- Bakumatsu: Renai Bakumatsu Kareshi Gaiden (2018) como Hijikata Toshizō[5]